# 舍蘭 (伊利諾伊州)
舍蘭（英語：Shirland）是位於美國伊利諾伊州溫納貝戈縣的一個非建制地區。該地的面積和人口皆未知。

## 地理
舍蘭的座標為42°26′40″N 89°11′51″W / 42.44444°N 89.19750°W，而該地的平均海拔高度為225米（即738英尺）。